# Thomas Nüssli
Thomas Nüssli (* 12. März 1982 in Herisau) ist ein ehemaliger Schweizer Eishockeyspieler und jetziger -trainer, der zuletzt bei den SCL Tigers in der Schweizer National League unter Vertrag stand.

## Karriere
Thomas Nüssli begann seine Karriere als Eishockeyspieler in seiner Heimatstadt beim SC Herisau, für den er in der Saison 1998/99 sein Debüt in der Nationalliga B gab. In den folgenden drei Jahren spielte der Angreifer für den EV Zug in der Nationalliga A, wobei er parallel für den EHC Basel in der NLB auflief. Anschliessend wurde er im NHL Entry Draft 2002 in der neunten Runde als insgesamt 277. Spieler von den Vancouver Canucks ausgewählt, für die er allerdings nie spielte. Stattdessen wechselte der Rechtsschütze gegen Ende der Saison 2001/02 zu den Rapperswil-Jona Lakers, für die er bis 2004 auf dem Eis stand.
Zur Saison 2004/05 unterschrieb Nüssli beim EHC Basel, mit dem ihm auf Anhieb der Aufstieg in die Nationalliga A gelang. Für die Basler spielte der Schweizer insgesamt vier Jahre lang, ehe er sie nach ihrem Abstieg 2008 verließ und von deren Relegationsgegner und Aufsteiger EHC Biel verpflichtet wurde. Im April 2011 wechselte Nüssli aufgrund seiner chronischen Rückenschmerzen zum HC Thurgau in die zweithöchste Schweizer Spielklasse.
In den folgenden zwei Spielzeiten wurde er jeweils parallel als Leihspieler bei den SCL Tigers eingesetzt, ehe er im April 2014 fest zu diesen wechselte.
Aufgrund anhaltender Rückenprobleme verpasste er die komplette Saison 2018/19.
Nach seinem Karriereende als aktiver Spieler wurde Nüssli als Trainer tätig. In der Saison 2020/21 war er Cheftrainer des EHC Wetzikon aus der 1. Liga, die vierthöchste Spielklasse im Schweizer Eishockey. Bereits im Februar 2021 wurde er dort jedoch entlassen.

### International
Für die Schweiz nahm Nüssli an der U18-Junioren-Weltmeisterschaft 2000 sowie den U20-Junioren-Weltmeisterschaften 2001 und 2002 teil.

## Erfolge und Auszeichnungen
- 2005 Aufstieg in die Nationalliga A mit dem EHC Basel
- 2015 Meister der National League B und Aufstieg in die National League A mit den SCL Tigers